# Алиса Валзер
Алиса Валзер (на немски: Alissa Walser) е немска писателка, преводачка и художничка, авторка на романи, разкази, пиеси и стихотворения.

## Биография
Алиса Валзер е дъщеря на писателя Мартин Валзер. От 1981 до 1986 г. следва живопис – отначало във Виена, а после в Ню Йорк.
След 1990 г. се изявява като писателка и преводачка (има награда за преводите си на Силвия Плат), а понякога работи заедно с баща си.
Прозата на Алиса Вагнер винаги разглежда човешките взаимоотношения, отношенията между мъжете и жените, а също отношението към собственото тяло и сексуалността.
В много от своите разкази авторката прибавя рисунки, които сякаш нарушават текста, но те извеждат разказа на по-високо равнище. Играта между образ и текст е важен аспект в нейните работи отпреди 2010 г.
Писателката е член на немския ПЕН клуб.

## Награди и отличия
- 1992: „Награда Ингеборг Бахман“
- 1992: Bettina-von-Arnim-Preis
- 2001: Märkisches Stipendium für Literatur
- 2009: Paul Scheerbart-Preis der Heinrich Maria Ledig-Rowohlt-Stiftung für die Übersetzung der Gedichte von Sylvia Plath [1]
- 2010: „Шпихер: литературна награда Лойк“
- 2011: Hertha Koenig-Literaturpreis
- 2012: „Награда Георге Конел“